# Stanegate

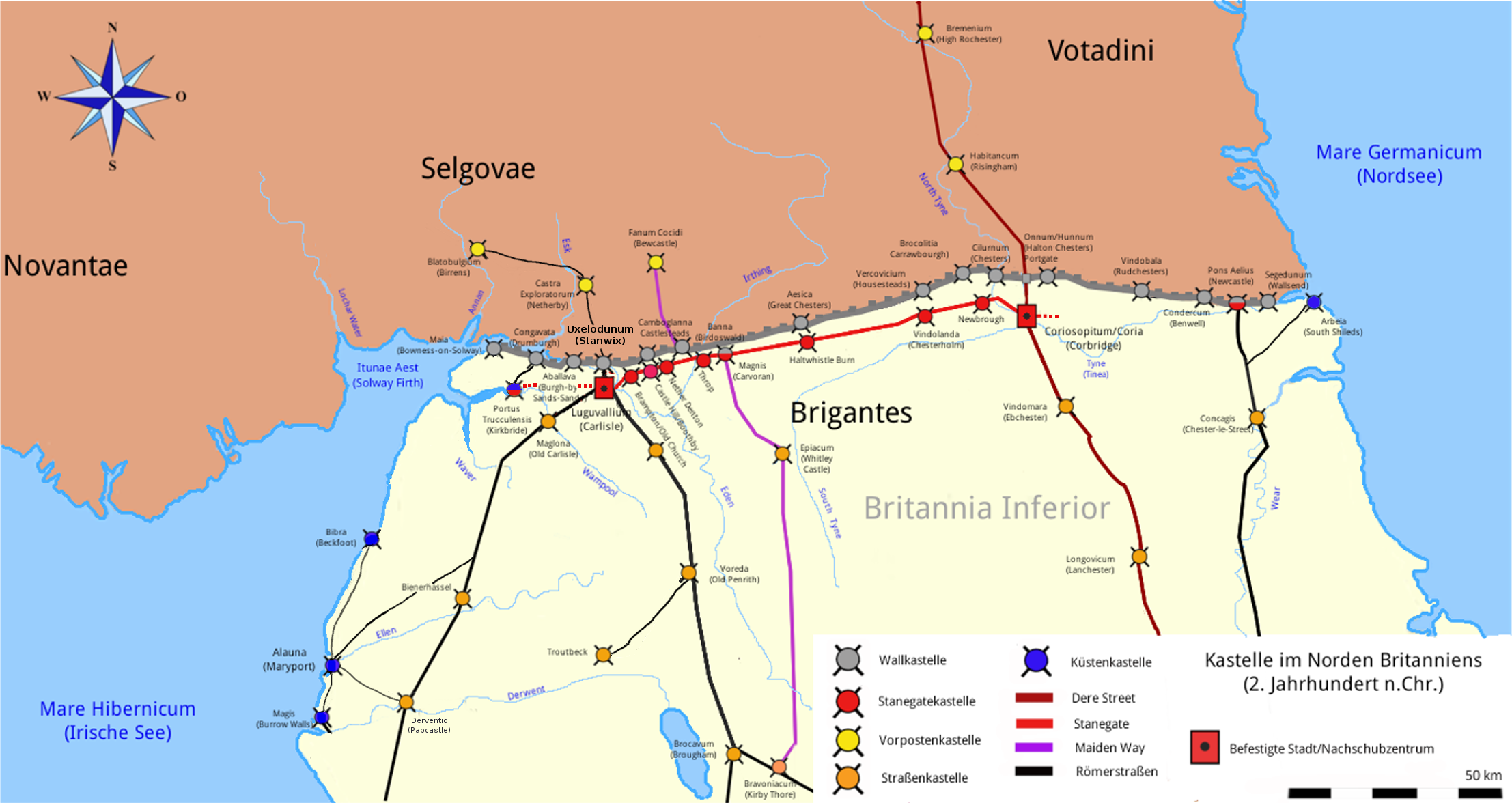
Verlauf der Stanegate und des Hadrianswalls mit Standorten der Kastelle

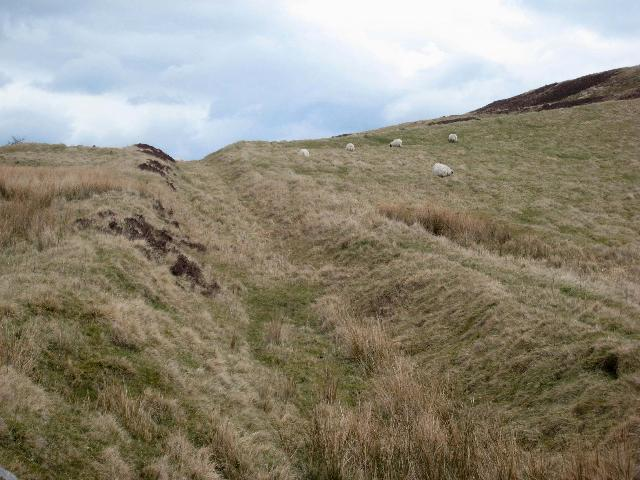
Die Stanegate bei Vindolanda

Die Stanegate, oder Stangate, war eine wichtige Limesstraße und Grenzzone im heutigen England. Ihr aus dem Altnordischen stammender Name bedeutet „steinerne Straße“. Sie verlief in west-östlicher Richtung, ungefähr von Carlisle bis Corbridge und hielt sich dabei immer in der Nähe des Hadrianswalls. Die Straße durchquerte auch die Flusstäler des Tyne, Irthing und Eden, das Kerngebiet der mit Rom verbündeten Briganten. Sie markierte am Übergang vom 1. ins 2. Jahrhundert n. Chr. die nördliche Reichsgrenze in Britannien. Die bekannteste römische Ausgrabungsstätte in dieser Region ist das Kastell Vindolanda.

## Entwicklung

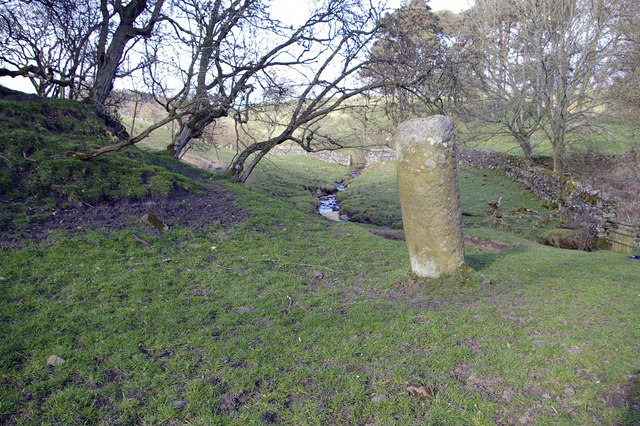
Meilenstein (Nr. 15 westlich von Corbridge) der Stanegate bei Vindolanda

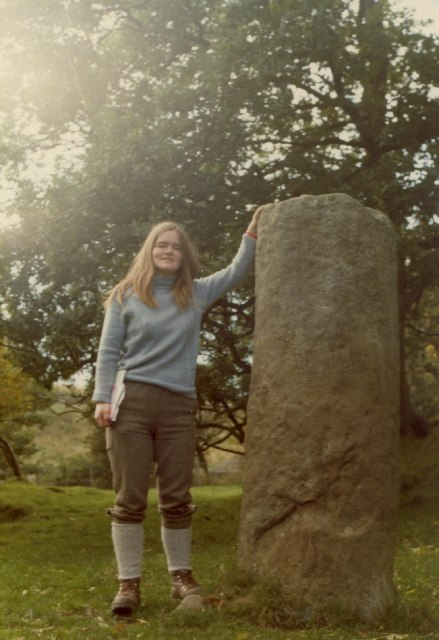
Meilenstein an der Stanegate bei Codley Gate (Henshaw/Northumberland)

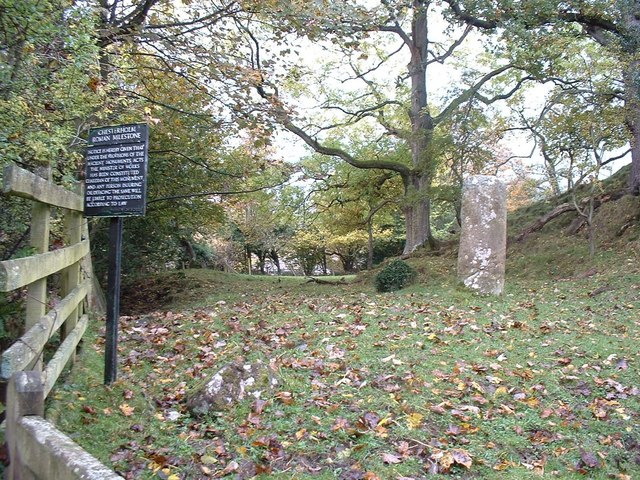
Römischer Meilenstein nahe Vindolanda, angeblich das einzige Exemplar in England, das noch an seiner ursprünglichen Position steht

Planmäßige und befestigte Straßen wurden in Britannien von der römischen Armee erstmals ab ca. 43 n. Chr. angelegt. Sie erleichterten den Okkupanten die Eroberung der Insel und ihre Verwaltung. Zusätzlich fungierten sie als wichtige Handelsrouten und wurden an günstigen Lagen zu Brennpunkten für Zivilsiedlungen und Handwerk. Für die provinzialrömische Forschung lassen sie Rückschlüsse auf die römische Ingenieurskunst zu und gewähren einen Einblick in die Abläufe von Eroberung und Besiedlung einer neuen Provinz. Die Grundlagen für ein dauerhaftes römisches Grenzsicherungssystem im Norden Britanniens wurden an der Stanegate gelegt. Die Straße wurde im Zuge der Feldzüge des Gnaeus Iulius Agricola angelegt und durch Holz-Erde-Kastelle gesichert. Sie diente als Ausgangsbasis und Versorgungsroute für seine weiteren Eroberungen in Caledonia. Die ersten von Agricola gegründeten Kastelle am Stanegate standen noch einen Tagesmarsch voneinander entfernt. Dies war in der Frühzeit der Okkupation des britannischen Nordens ausreichend. Die Kastelle von Vindolanda (Chesterholm) und Nether Denton dürften zur selben Zeit wie Coriosopitum/Coria (Corbridge) und Luguvalium (Carlisle), zwischen den 70er und 80er Jahren des 1. Jahrhunderts errichtet worden sein. In Tacitus’ Schrift Agricola über die Taten seines gleichnamigen Schwiegervaters in Britannien heißt es dazu:

„Den vierten Sommer verwendete er [Agricola] darauf, zu halten, was er durcheilt hatte, und hätten die Tapferkeit der Armeen und der Ruhm des römischen Namens es gestattet, so hätte in Britannien selbst eine Grenze für unsere Eroberungen gefunden werden können. Den Clota (Firth of Clyde) und Bodotria (Firth of Forth), Meeresarme, die durch die Gezeiten gegenüberliegender Meere eine ungeheure Strecke [ins Landesinnere] führen, sind nur durch einen schmalen Landstreifen getrennt. Da dieser dann mit Kastellen befestigt und dazu alles näher an den Buchten gelegene [Land] besetzt wurde, wurden die Feinde gleichsam auf eine andere Insel verdrängt.“

Als Domitian 87 n. Chr. die Legio II Augusta und die meisten Auxiliareinheiten für seinen Dakerkrieg aus den schottischen Lowlands abzog, wurde die Nordgrenze an der Linie Tyne-Solway Firth festgelegt, entlang der sich auch die Stanegatestraße hinzog. Alle Kastelle der Lowlands und der Gask Ridge, wie z. B. das Legionslager Inchtuthil, wurden nach und nach wieder aufgegeben und dabei offenbar von ihren eigenen Besatzungen planmäßig zerstört. Die nachgewiesenen Brandschichten in diesen Befestigungen stammen alle aus dieser Zeitperiode. Nur die großen Kastelle von Newstead und Ardoch sollten in der Regierungszeit des Antoninus Pius vorübergehend wieder besetzt werden.
Der Rückzug war im Jahre 105 n. Chr. abgeschlossen. Im selben Jahr verlegte Kaiser Trajan zusätzliche Hilfstruppenkontingente an die Stanegatestraße. Zwischen Chesterholm, Carlisle und Corbridge wurden neue Kastelle in Brampton/Old Church, Nether Denton, Carvoran (?), Castlesteads (?) und Newbrough angelegt. Man verkürzte damit die Distanz zwischen den einzelnen Lagern auf etwa einen halben Tagesmarsch. Ebenfalls neu gegründete Kleinkastelle, wie die von High Crosby, Castle Hill, Boothby, Throp und Haltwhistle Burn sowie vorgeschobene Wachtürme bei Pike Hill und Walltown Crags (beide wurden später als WT 45a und WT 52b in den Hadrianswall eingegliedert), an beiden Ufern des Irthing verdichteten die Festungslinie noch weiter. Diese Wachtürme erleichterten vor allem die Weitergabe der Licht- und Rauchsignale. In ihrem westlichen Abschnitt wurde die Stanegate durch die Militärlager bei Burgh und Kirkbride geschützt. Ihnen gegenüber lag das Siedlungsgebiet der Rom feindlich gesinnten Selgovii. Um deren ständigen Überfälle auf die Provinz zu unterbinden, wurde möglicherweise schon zu trajanischer Zeit ein Erdwall angelegt, der später durch den Hadrianswall ersetzt wurde.
Das nördlich der Grenze liegende Land galt zwar als weitgehend unbesiedelt; dennoch war eine schlagkräftige militärische Schutztruppe hier unverzichtbar. Gleichzeitig damit setzte sich die römische Armee endgültig in dieser Region fest. Nach seiner Fertigstellung lief der Stanegate von Kirkbride an der Westküste von Cumbria bis zum Lager in Washing Well am Südufer des Tyne. Laut der von 1973 bis 1993 von Robin Birley in Vindolanda aufgefundenen Holztäfelchen (“Vindolanda Tablets”), die einen kleinen Einblick in das tägliche Lagerleben am Stanegate ermöglichten, fällt auf, dass zu dieser Zeit zwei Drittel der Soldaten (und fünf von sechs Zenturionen) meist gar nicht im Kastell anwesend waren (Tab. Vind.154). Offenbar war die militärische Bedrohung der nördlichen Grenze zu dieser Zeit nicht besonders hoch. Nach Fertigstellung des Hadrianswalles in der Mitte des 2. Jahrhunderts verlor die Stanegatelinie ihre Grenzsicherungsfunktion, hatte aber für die Versorgung der Wallkastelle immer noch große Bedeutung. Sie war auch während des Baus und der Besetzung der Hadriansmauer die Hauptverbindung zwischen der Ost- und Westküste. Die nachfolgende Entwicklung der Straße und ihrer Kastelle einschließlich ihrer Funktion für das Wallsicherungssystem ist weniger gut erforscht. Ihre strategische Bedeutung hat in dieser Zeit aber sicher weiter abgenommen. Die Militärstraße nahe der Hadriansmauer, weiter nördlich, entsprach nicht der Spezifikation des Stanegates, da dieser wesentlich breiter war. Folglich wurden der Stanegate und einige der dazugehörigen Festungen nach dem Bau der Mauer nicht einfach aufgegeben, wie früher angenommen wurde, sondern er blieb als wichtige Versorgungsroute erhalten.
Die Kastelle am Stanegate waren immer noch am besten geeignet, um den Ost-West-Verkehr entlang der neu eingerichteten Wallzone zu überwachen. Auch die Zugänge vom Norden und Süden mussten weiterhin besetzt und gesichert werden. Die Kastelle dienten nun wohl vorrangig als Nachschubdepots für Armeekonvois. Vermutlich war der Verkehr am Stanegate weiterhin so dicht, dass ernsthafte Bedenken hinsichtlich der Verfügbarkeit von genügend Futter für die Zugtiere bestanden. Es war auch wesentlich einfacher, eine Marschkolonne auf dem Marsch an ihrem Bestimmungsort und nicht von ihrem Ausgangspunkt aus zu versorgen. Die Stanegatefestungen wurden sicher auch zur Versorgung der Soldaten, die für den Bau der Hadriansmauer mobilisiert worden waren, verwendet. Kastelle wie Vindolanda und Magnis waren während der gesamten römischen Besatzung des Nordens von Soldaten besetzt.
Bei den Ausgrabungen in Vindolanda konnte eine nachrömische Besiedlung und damit auch eine wahrscheinliche Weiternutzung des Stanegates nachgewiesen werden. Es existiert u. a. ein Bericht, dass der Missionar und Bischof von Hexham, Cuthbert von Lindisfarne (634–687) den Stanegate auf einer Reise nach Carlisle benutzte. Im Laufe der Jahrhunderte verfiel die Straße aber immer mehr. Nach dem Aufstand der Jakobiten und der anschließenden Plünderung von Carlisle im Jahr 1745 wurde sie durch eine Militärstraße, die heutige B6318, ersetzt. Einige Abschnitte der antiken Straße sind noch zu sehen und können auch befahren werden, wie der Abschnitt, der nördlich und westlich des Vindolanda-Ausgrabungsgeländes verläuft.

## Straßenstruktur

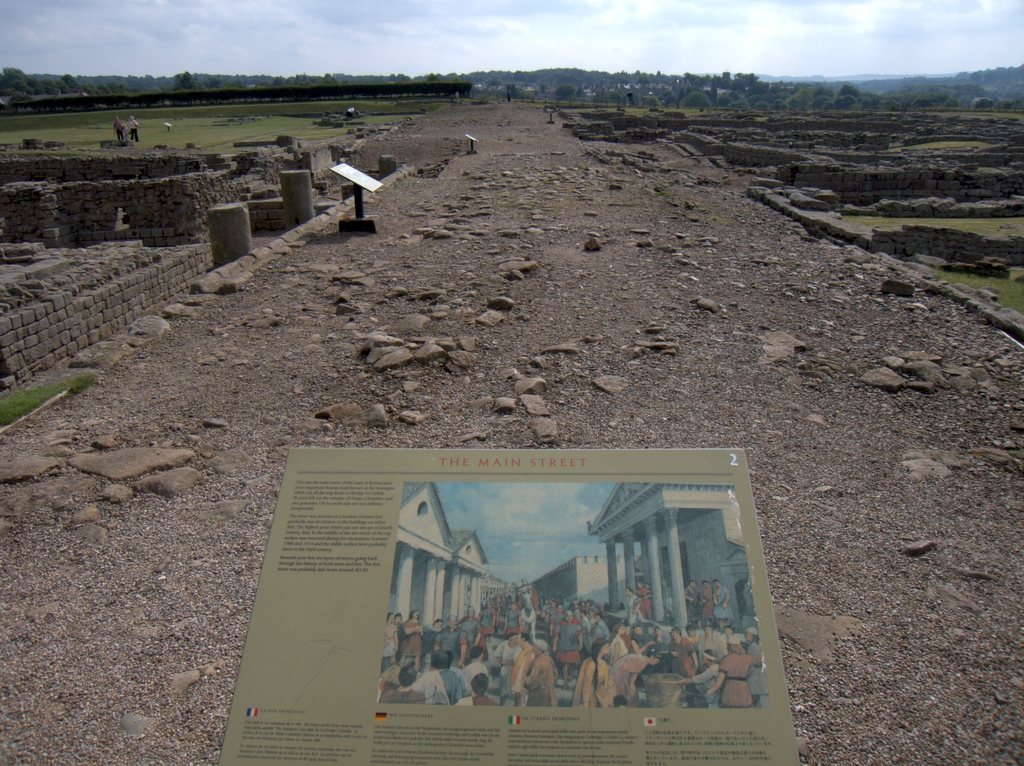
Die Stanegate in Coriosopitum (Corbridge)

Die Stanegate unterschied sich von anderen Römerstraßen dahingehend, dass letztere relativ geradlinig angelegt wurden, dies war an der Nordgrenze Britanniens nicht möglich, da sie auch teilweise durch sehr schwieriges und hügeliges Gelände führt. Der Straßenverlauf nahm zunächst auf die Topographie des Landes kaum Rücksicht, erst spätere Änderungen passten sie dem Gelände etwas besser an. Der untersuchte Abschnitt bei Corbridge ist 6,7 m breit. An beiden Seiten befanden sich mit Steinplatten abgedeckte Abflusskanäle. Der Unterbau bestand hier aus einer 150 mm dicken Schicht aus größeren Steinen, der eigentliche Straßenbelag aus einer 250 mm starken Kiesschicht. In Haltwhistle Burn wurde die Straße ebenfalls genauer untersucht. Dabei wurde festgestellt, dass der Straßenbelag auch dort aus einem Steinbelag und mehreren darüberliegenden Schichten Kies bestand. Ohne die Abzugsgräben misst sie an diesem Abschnitt etwa 8 Meter in der Breite. Die römischen Truppen konnten sich auf dem Stanegate nach seinem Vollausbau relativ rasch von Ost nach West bewegen, man nimmt an, dass die Strecke von Coriosopitum nach Luguvalium - bei günstigen Wetterbedingungen - zu Fuß in drei Tagen zu bewältigen war.

## Verlauf

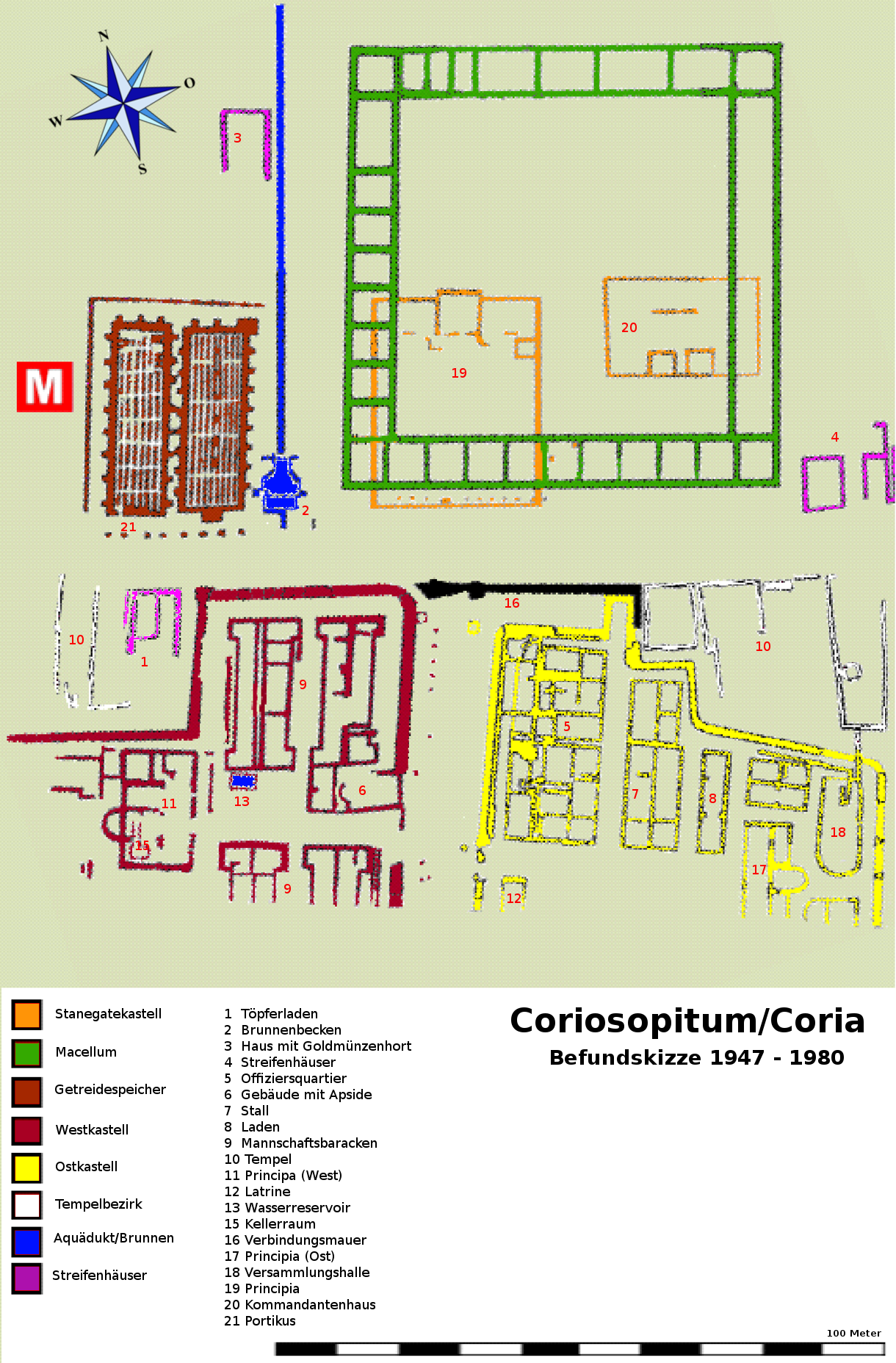
Befundskizze des römischen Coriosopitum
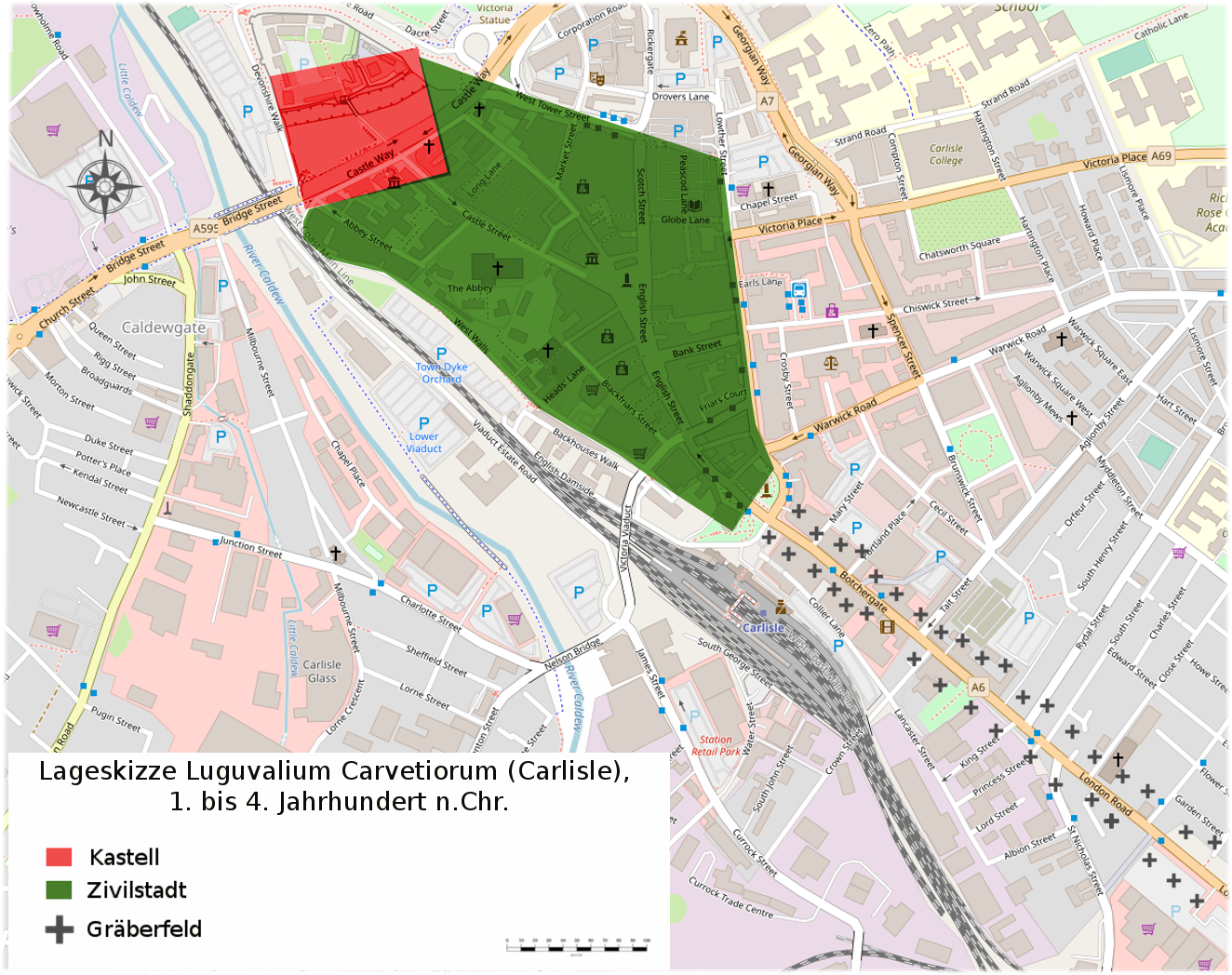
Luguvalium (Carlisle): Lageskizze Stadt- und Kastellareal
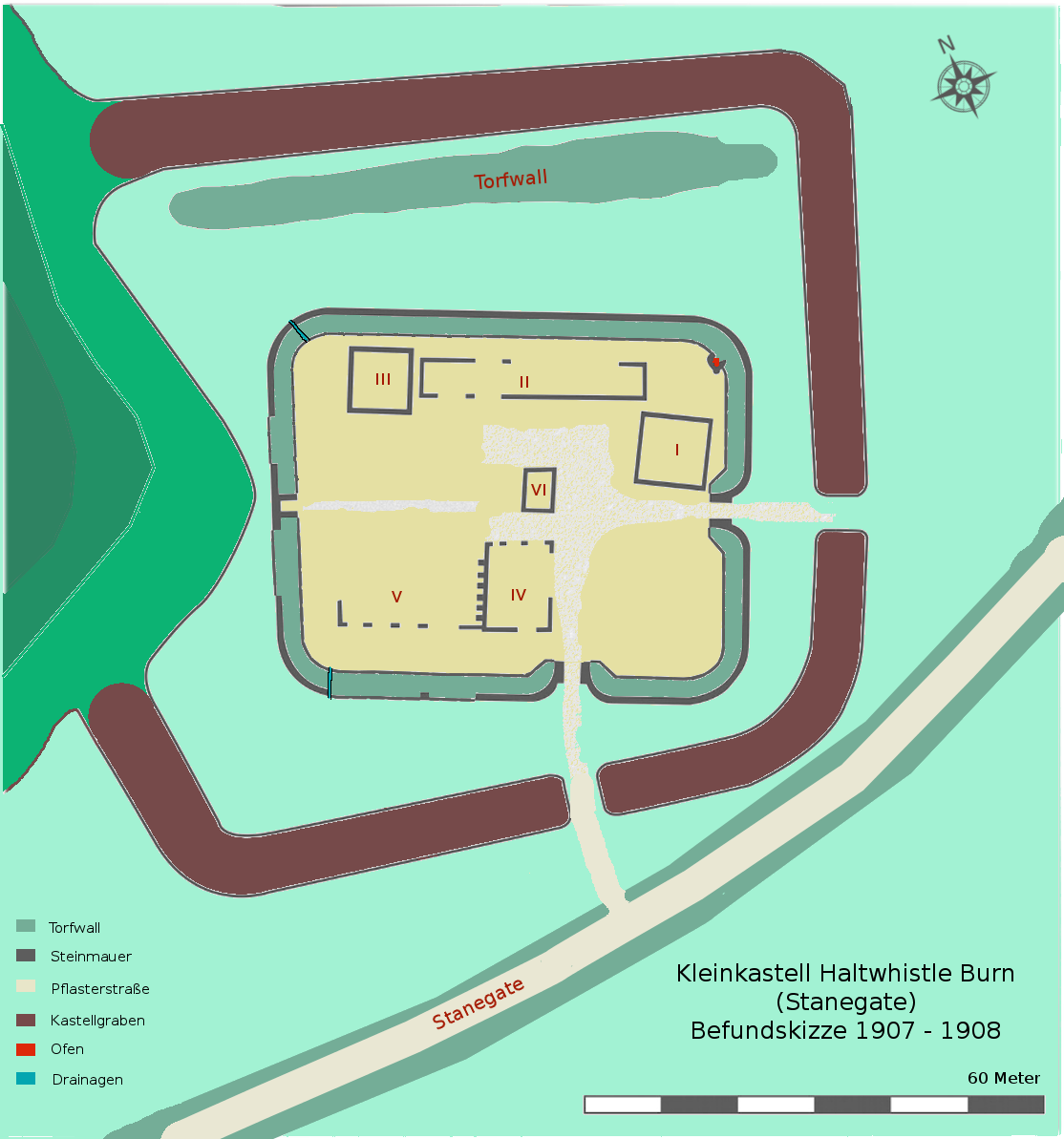
Befundskizze des Kleinkastells Haltwhistle Burn
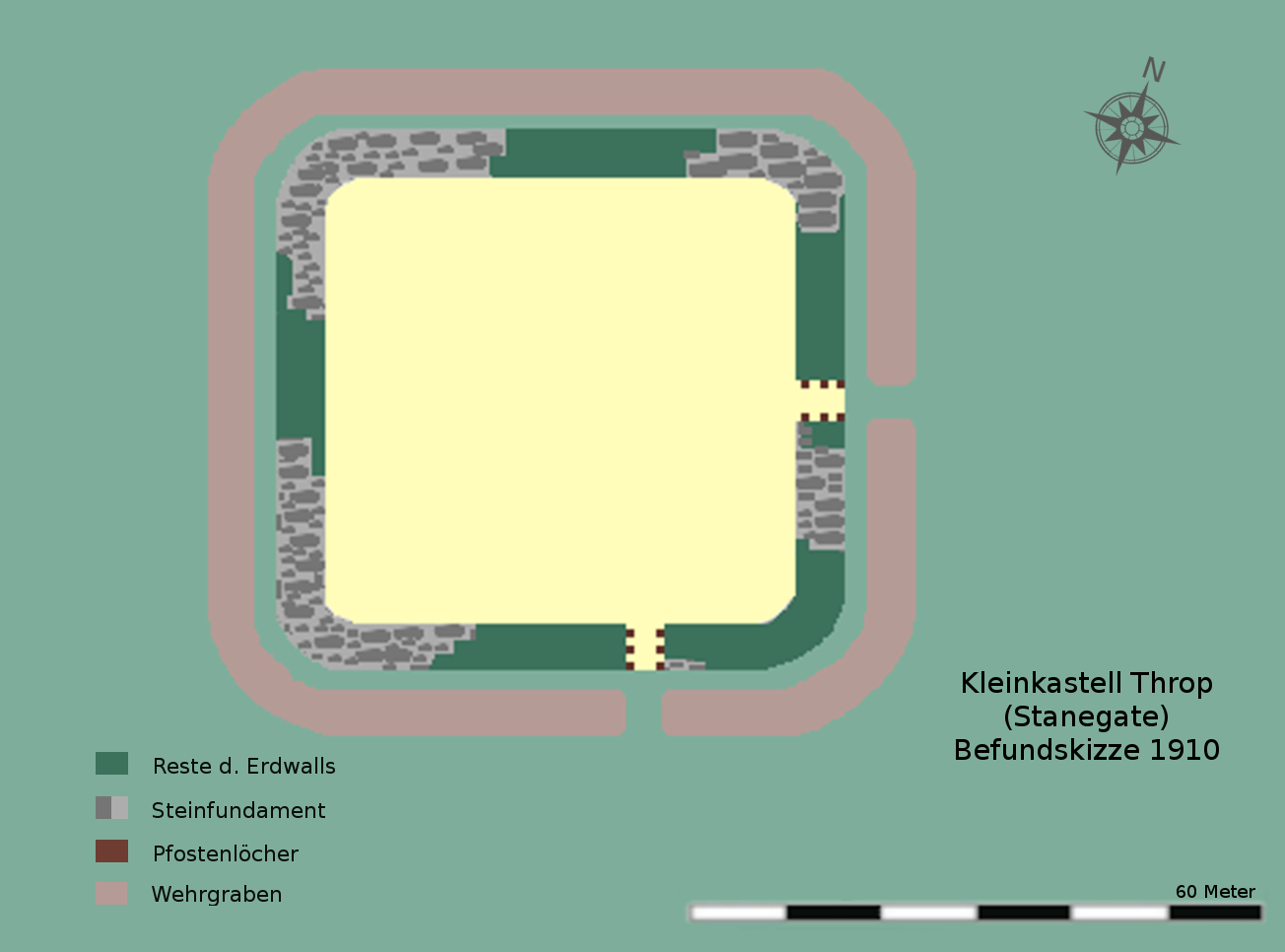
Befundskizze des Kleinkastells Throp
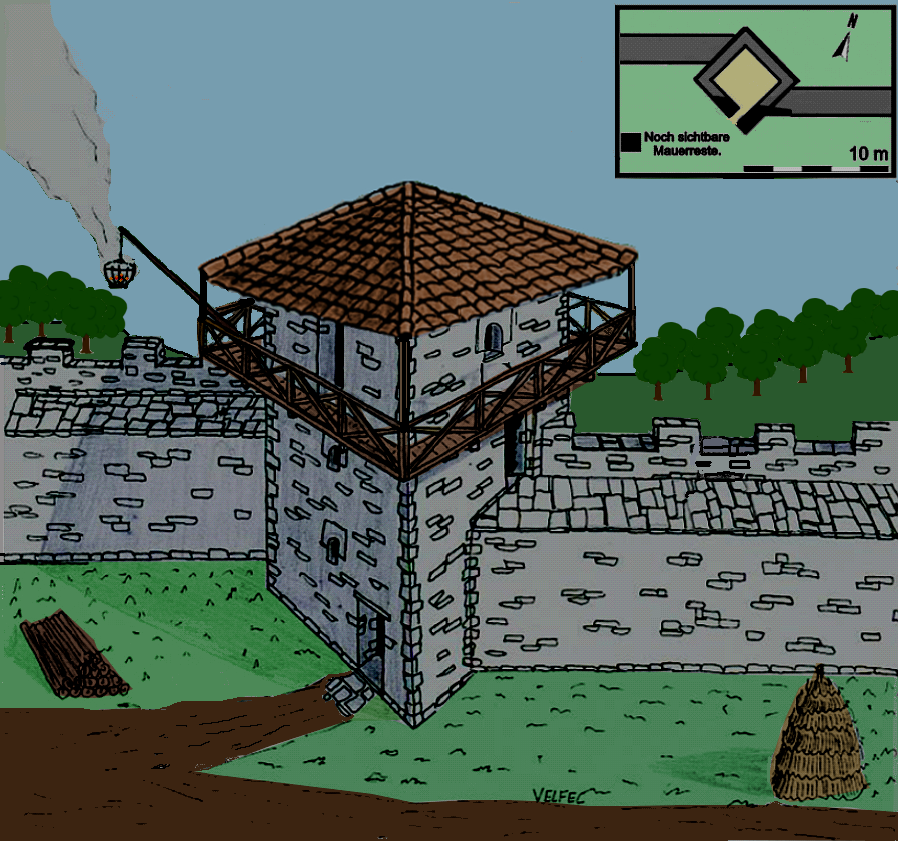
Rekonstruktion des Signalturmes bei Pike Hill
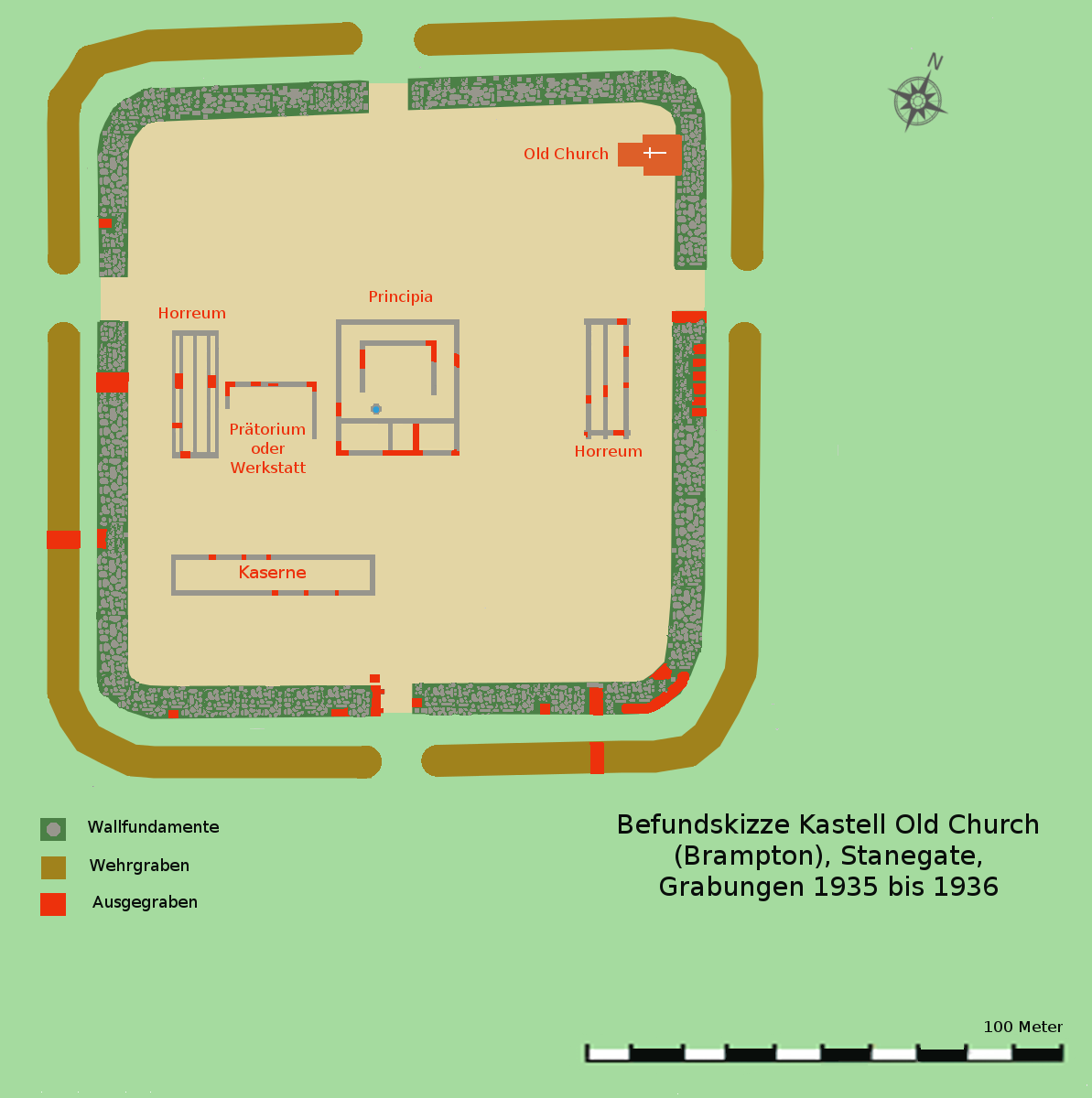
Befundskizze des Kastells Old Church (Brampton)

Die Stanegate beginnt östlich von Coriosopitum/Coria (Corbridge) und kreuzt sich hier mit der Dere Street, in der Antike die Hauptverbindungsstraße von Eboracum nach Schottland. Möglicherweise führte sie von Coriosopitum noch weiter östlich nach Newcastle, bislang konnten dafür aber noch keine archäologischen Beweise beigebracht werden. Westlich davon überquert sie den Cor Burn, folgt dann dem Nordufer des Tyne, bis die heutige Ortschaft Wall, Grafschaft Northumberland, erreicht wird. Über den nördlichen Tyne existierte vermutlich eine Brücke, über die man zum Kleinkastell Newbrough gelangte, dem ersten römischen Militärstützpunkt nach Coriosopitum.
Ab Newbrough wendet sich die Straße nach Westen, folgt parallel dem südlichen Abschnitt des Tyne und erreicht das bekannteste Kastell dieser Region, Vindolanda. Danach quert sie die moderne Militärstraße und passiert an seiner Südseite das Kleinkastell Haltwhistle Burn. Hier setzt sich die Trasse wieder vom Tyne ab und führt am Kastell Magnis vorbei, nun ca. 20 Meilen von Coriosopitum entfernt. An diesem Punkt wird die Straße vom Maiden Way (Via Puellarum), der vom Süden (Whitley Castle) heranführt, gekreuzt.
Ab Magnis führt die Straße – immer entlang des Irthing – weiter nach Südosten, erreicht das Kleinkastell Throp und danach das Kastell Nether Denton, 24 ½ Meilen von Coriosopitum entfernt. Ab Nether Denton folgt die Straße weiter dem Flussufer, passiert das Kleinkastell Castle Hill (Boothby) und erreicht eine Meile später das Kastell Old Church (Brampton), das ca. 30 ½ Meilen von Coriosopitum entfernt liegt.
Bei Brampton überquert die Straße den Irthing und setzt sich weiter bis Irthington und High Crosby fort. An einem nicht genau bekannten Punkt quert sie den Eden und erreicht schließlich ihre Endstation, das Kastell von Luguvalium, 38 Meilen von Coriosopitum entfernt. Einer Textpassage auf einer der Vindolanda-Tafeln kann man entnehmen, dass in Luguvalium ein Annus Equester, ein Beamter, der für die Verwaltung der trajanischen Stanegategrenze zuständig und um 103 n. Chr. dort stationiert war. Ein weiterer Beweis dafür, dass sich der Stanegate zumindest bis dorthin erstreckte. Es wird jedoch vermutet, dass im Osten und Westen noch weitere Grenzfestungen bestanden. Insbesondere die Lager in Wreckenton und Washing Wells auf der Ostseite und Burgh-by-Sands an der Westseite gehörten wohl ebenfalls zur Festungskette des Stanegate. Die Straße verlief wohl noch etwas weiter nach Westen, bis nach Kirkbride, nahe der Küste des Solway Firth, wo sich ein weiteres Militärlager und ein Flusshafen (Portus Trucculensis?) befand.
Das Fehlen von archäologischen Nachweisen weiterer Kastelle an den beiden Enden des Stanegates, d. h. östlich von Corbridge und westlich von Carlisle, stellt jedoch weiterhin die Annahme in Frage, dass noch in trajanischer Zeit im Westen versucht wurde, die Grenze auch bis zur Atlantikküste an der Tyne-Solway-Landenge mit Festungen und Wachtürmen zu sichern. Eine Erklärung für dieses Versäumnis im Osten könnte sein, dass die Grenze hinter Corbridge stark nach Nordosten in Richtung Berwick-upon-Tweed abschwenkte und einer Straße folgte, die heute als Devil’s Causeway bekannt ist. Gegenwärtig gibt es jedoch keine Anzeichen dafür, dass auch entlang dieser Linie in römischer Zeit eine Kastellkette wie am Stanegate entstand.

## Kastelle
Die Stanegatefestungen waren nach dem bei den Römern üblichen Intervallmodell angelegt. Alle 14 römischen Meilen (etwa 21 km) wurden Befestigungen errichtet, was der Tagesmarschleistung römischer Soldaten entsprach. Die Festungslinie bestand aus einer Kette von Kohortenkastellen, die sich mit Kleinkastellen abwechselten und dazwischen noch zusätzlich mit Wachtürmen besetzt war. Diese Anordnung wurde aufgrund des Nachweises von zwei Kastellen in Haltwhistle Burn bzw. Throp und einem dritten in Castle Hill (Boothby) sowie einiger Türme angenommen, die entweder neben der Stanegatestraße oder auf Anhöhen nördlich und südlich von ihr errichtet worden waren. Ihre Besatzungen kontrollierten die Distanzräume zwischen den Festungen, während die einzeln stehenden Wachtürme sich gut dazu eigneten, auch unwegsames Gelände zu überwachen.
Folgende Kastelle und Wachtürme sind am Stanegate bekannt:
| Typ                          | Kastell              | Nächstgelegener Ort       |
| Kohortenkastell              | Pons Aelii?          | Newcastle                 |
| Legions- und Kohortenkastell | Coriosopitum         | Corbridge                 |
| Kohorten- und Kleinkastell   | Newbrough            | Newbrough                 |
| Wach/Signalturm              | Barcombe Hill        | Bardon Mill               |
| Wach/Signalturm              | Barcombe B           | Bardon Mill               |
| Reiter- und Kohortenkastell  | Vindolanda           | Bardon Mill (Chesterholm) |
| Kleinkastell                 | Haltwhistle Burn     | Haltwhistle               |
| Kohortenkastell              | Magnis               | Carvoran                  |
| Wach/Signalturm              | Walltown             | Gilsland                  |
| Kleinkastell                 | Throp                | Upper Denton              |
| Wach/Signalturm              | Banna                | Birdoswald                |
| Wach/Signalturm              | Mains Rigg           | Nether Denton             |
| Kohortenkastell              | Nether Denton        | Nether Denton             |
| Wach/Signalturm              | Pike Hill            | Boothby                   |
| Kleinkastell                 | Castle Hill          | Boothby                   |
| Kohortenkastell              | Old Church           | Brampton                  |
| Reiter- und Kohortenkastell  | Luguvalium           | Carlisle                  |
| Hafen- und Kohortenkastell   | Portus Trucculensis? | Kirkbride                 |